# 해동용궁사 성가니분노금강동자보살성취의궤경
해동용궁사 성가니분노금강동자보살성취의궤경(海東龍宮寺 聖迦尼忿怒金剛童子菩薩成就儀軌經)은 부산광역시 기장군 해동용궁사에 있는 조선시대의 불경이다. 2014년 9월 24일 부산광역시의 유형문화재 제148호로 지정되었다.

## 개요
『성가니분노금강동자보살성취의궤경』은 『금강동자의궤』,『성가니분노의궤경』이라고도 한다. 총 3권으로 된 이 경은 금강동자보살을 섬겨서 소원을 성취하는 밀교의식절차에 대해 설법하고 있다. 금강동자에는 청색, 황색의 두 금강동자가 있는데, 여기서는 청색금강동자에 대해 설법하고 있다.
해동용궁사 『성가니분노금강동자보살성취의궤경』은 간기를 통해 1246~1247년에 판각된 재조대장경으로 판각할 당시 서적의 장정 형태는 판심이 없는 것으로 볼 때, 선장(線裝)처럼 접지 않고 한 장씩 옆으로 이어 붙여 두루마리 형태로 제책하는 권자본이다. 그런데 해동용궁사 소장본은 낱장을 이어 붙여 권자본으로 장정하지 않고, 선장본처럼 경판을 인출한 판면이 바깥으로 나오게 반으로 접어 종이끈으로 가철한 상태로 불상의 복장공에 들어 있던 경전이다.
해동용궁사 소장 『성가니분노금강동자보살성취의궤경』은 1246년에서 1247년에 판각되어 인출된 재조대장경으로 3권 모두 구비된 완본으로서 보존상태도 양호하다. 대장경의 판목은 현재 합천 해인사에 보존되어 있지만 과거에 인출하여 전래되는 재조대장경은 흔하지 않으므로 문화재적 가치가 있다고 판단된다.

## 참고 문헌
- 해동용궁사 성가니분노금강동자보살성취의궤경 - 국가유산청 국가유산포털